# Problème de la constante cosmologique
En cosmologie, le problème de la constante cosmologique ou catastrophe du vide est l'écart entre la faible valeur observée de la densité de l'énergie du vide (dont la valeur est limitée par celle de la constante cosmologique) et la grande valeur théorique de l'énergie du point zéro suggérée par la théorie quantique des champs.
En fonction du seuil de l'énergie de Planck ainsi que d'autres facteurs, l'écart peut atteindre l'ordre de 10120, une différence décrite par les physiciens comme « le plus grand fossé entre la théorie et l'expérience de toute la science » et « la pire prédiction théorique de l'histoire de la physique ».

## Vue d'ensemble
Le problème fondamental d'une énergie du vide produisant des effets gravitationnels est identifié dès 1916 par Walther Nernst. La valeur est prédite soit nulle soit très petite, le problème théorique est déjà apparent et commence à être activement discuté pendant les années 1970.
Avec le développement de la théorie de l'inflation cosmique dans les années 1980, le problème devient beaucoup plus important : l'inflation cosmique étant entraînée par l'énergie du vide, les différences de modélisation de l'énergie du vide entraînent d'énormes différences dans les cosmologies résultantes.

## Description quantique
Après le développement de la théorie quantique des champs dans les années 1940, Iakov Zeldovitch est le premier physicien à étudier les contributions des fluctuations quantiques à la constante cosmologique,. Selon la mécanique quantique, le vide lui-même est l'objet de fluctuations quantiques. De par ces fluctuations, le vide a une énergie minimale, dite énergie du vide. La relativité générale prédit l'équivalence masse-énergie et donc que cette énergie serait à l'origine d'une attraction gravitationnelle. L'énergie du vide contribue ainsi à la constante cosmologique, à l'origine de l'expansion de l'Univers. Cependant la densité d'énergie du vide théorique dépasse la constante cosmologique observée de plusieurs ordres de grandeur. Les premières estimations du rapport entre la valeur théorique et la valeur issue des observations était de 120 ordres de grandeur ; cependant, des recherches suggèrent que lorsque l'invariance de Lorentz est prise en compte, ce rapport est plus proche de 60 ordres de grandeur.
Le calcul de l'énergie du vide est une contribution positive, plutôt que négative, à la constante cosmologique car le vide existant a une pression négative en mécanique quantique, et en relativité générale, l'effet gravitationnel de la pression négative est une sorte de répulsion (la pression est définie ici comme le flux de mouvement sur une surface dans le cadre de la mécanique quantique).